# Trichomanes adscendens
Trichomanes adscendens là một loài dương xỉ trong họ Hymenophyllaceae. Loài này được Kunze mô tả khoa học đầu tiên năm 1845.
Danh pháp khoa học của loài này chưa được làm sáng tỏ. 